# Histoire de la Société de transport de Sherbrooke
 (février 2019).
- Si vous ne connaissez pas le sujet, laissez ce bandeau (vous pouvez alors contacter les auteurs).
- Si vous supprimez le contenu mis en cause (vous pouvez préalablement contacter les auteurs),

argumentez précisément cette suppression dans la page de discussion
(un manque de référence n'est pas un argument ; une recherche réelle de référence doit avoir été effectuée, être formellement documentée).
 (août 2012).
Plusieurs entreprises se sont succédé pour exploiter le réseau de transport en commun de Sherbrooke depuis 1898. Depuis 1978, cette gestion est assurée par la « Corporation municipale de transport de Sherbrooke » (CMTS), devenue « Corporation métropolitaine de transport de Sherbrooke » puis « Société de transport de Sherbrooke ». Le réseau de transport en commun de Sherbrooke est organisé et géré par elle, la municipalité demeurant le principal financeur.
Cette entreprise a fortement développé le réseau de bus de l'agglomération pour répondre à la croissance de la demande, et avait initié la première expérience de gratuité du réseau pour des étudiants en Amérique du Nord. De plus en plus, elle se tourne aujourd'hui vers l'intermodalité et le développement durable.

## La succession d'opérateurs de transport privés
La première compagnie de transport en commun sherbrookoise est la Sherbrooke Railway Company, créée en 1895 avec des tramways hippomobiles. En 1896, la compagnie obtient de la ville un privilège de 30 ans pour construire un réseau de tramways électriques, qui démarre dès la même année pour la première ligne, l'année suivante pour la deuxième, et se poursuit jusqu'en 1908 et 1921 pour la dernière ligne.
En 1910 la firme montréalaise McCuaig Brothers and Company rachète l'entreprise et modifie son nom en Sherbrooke Railway and Power Co. En 1923-1926, 35 chars circulent sur le réseau, et à partir de 1928, deux autobus complètent le réseau. 0r un conflit entre la municipalité et l'entreprise conduit la ville à créer, à partir de 1932, son propre réseau d'autobus en partenariat avec la Compagnie de Transport Provincial sous le nom de Sherbrooke City Transit Company Limited, à la place du service de tramways qui est arrêté le 31 décembre 1931. Celle-ci arrête son fonctionnement en 1952, et l'entreprise privée Laramée Ltéé reprend l'exploitation.

## La création d'une corporation municipale par le rachat de l'opérateur historique en 1978
Le transport en commun à Sherbrooke et à Lennoxville, était assuré par une entreprise privée, la Sherbrooke Transit inc, propriété de la famille Laramée. En 1978, la ville créé la Corporation municipale de transport de Sherbrooke (CMTS), après autorisation du ministre des transports Lucien Lessard. Elle rachète alors pour 2,4 M$ la Sherbrooke Transit inc. et ses installations (23 autobus urbains, 81 autobus scolaires, un immeuble à la Terrasse Galt...). Elle est administrée par trois élus municipaux.
Au cours de la première année, le parc d'autobus est en partie renouvelé et un premier plan de transport est créé (1979) avec neuf circuits, un effort de promotion vers les habitants, et ponctuellement à la station de ski du Mont Orford et vers le sanctuaire de Beauvoir. En 1980, le réseau est étendu au Canton d’Ascot, à Fleurimont et à Rock Forest et reprend le transport adapté (300 personnes handicapés) jusqu'alors exercé par Transport Liberté, un organisme à but non lucratif. L'achalandage progresse de 45% l'année suivante, ce qui souligne le besoin d'une régie intermunicipale du service de transport, alors que le ministère des Transports cherche à accroître la taille des opérateurs. En 1981 démarre la diffusion de Cité-FM dans l'ensemble des autobus urbains, dont le réseau est étendu jusqu'à minuit.

## L'ouverture de la CMTS à quatre nouvelles municipalités
Le nouveau centre d'opération, situé rue Cabana (6 851 m² pour 5 M$), est inauguré en 1982 (il sera agrandi en 1984 pour accueillir davantage de bus), et la compagnie développe à la fois sa communication (système de répartition assisté par ordinateur, signalisation unique au Québec avec l'affichage des parcours et horaires sur les panneaux) et de renouvellement des véhicules. Cinq ans après la création de la CMTS, le nombre de passagers est passé de 1,9 million (1979) à 6,5 millions (1983), avec 60 création d'emplois.
En 1985 la Corporation municipale de transport de Sherbrooke devient la Corporation métropolitaine de transport – Sherbrooke, un organisme intermunicipal qui regroupe désormais les municipalités d’Ascot, Fleurimont, Lennoxville, Rock Forest et Sherbrooke, toutes représentées par deux membres au sein du conseil d'administration. Cet élargissement conduit à l’acquisition de l’entreprise Autobus St-Louis (40 salariés) et la sous-traitance à l’entreprise Autobus de l’Estrie pour des minibus dans les secteurs semi-urbanisés. L'année suivante, le nombre de passagers transportés dépasse les 9 millions. La CMTS obtient en 1987 le premier prix canadien au concours Omnibus pour son guide de l’usager.
Une baisse de la fréquentation est constatée en 1987 (-6%) et 1989 (-5%), tandis que l'organisme informatise son entretien et la répartition du transport adapté, et ouvre un service destiné aux personnes âgées. La CMTS participe avec les huit autres organismes publics de transport en commun du Québec à la campagne d'opposition provinciale « Au secours de ma ville » contre la réforme Ryan, adoptée en 1991, qui vise principalement à rendre les municipalités responsables du financement du transport en commun (perte de 31% des revenus à partir de 1992, ce qui conduit à doubler les contributions financières des communes et à augmenter les tarifs, plan d'économies en 1996).

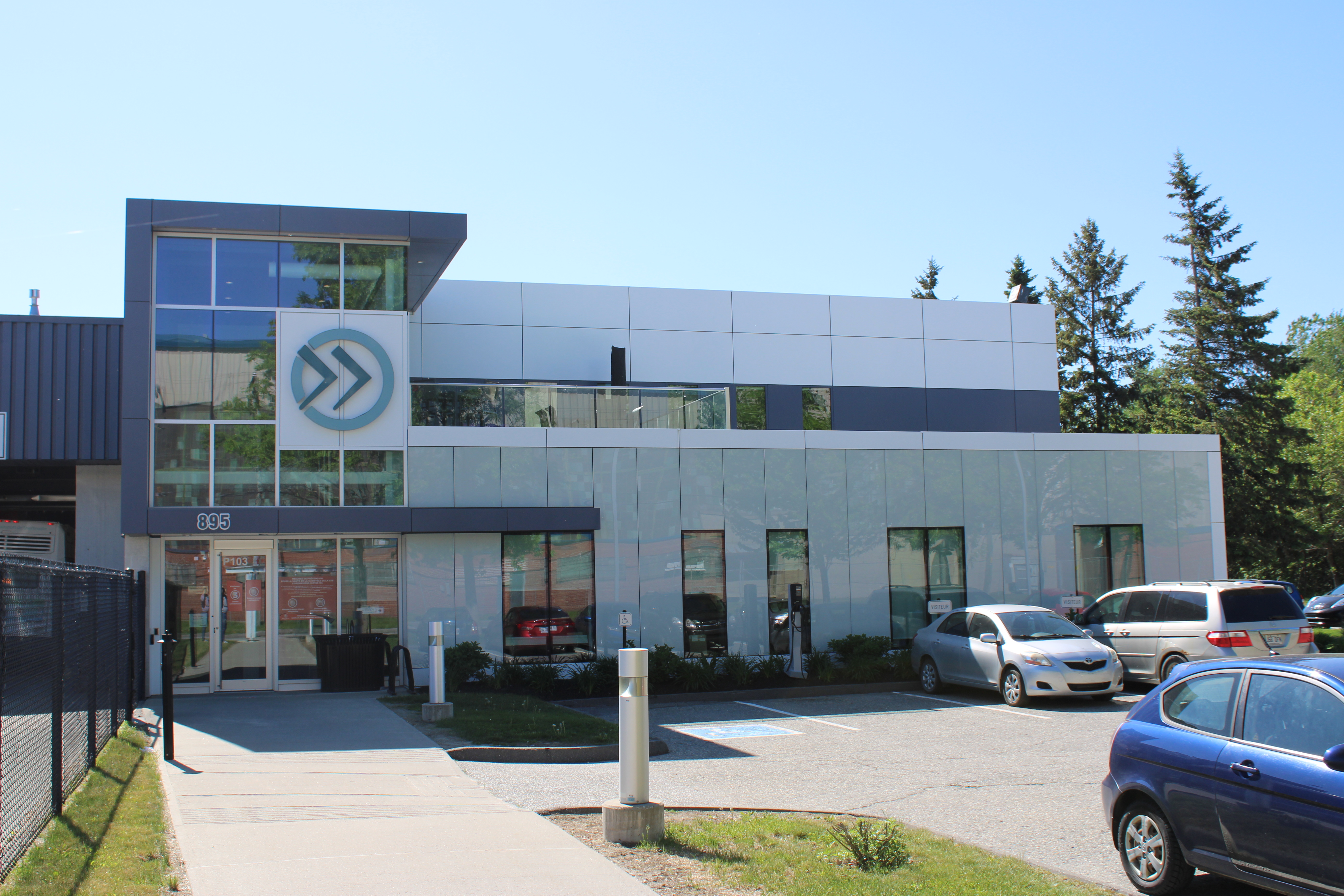
Le siège social de la STS sur la rue Cabana à Sherbrooke.

En 1994, la CMTS met en œuvre la phase 2 du Plan de transport de la CMTS (la première en 1987), avec une extension des réseaux et la création d'un terminus sur le campus de l’Université de Sherbrooke. Puis en 1999, elle vend son activité de transport scolaire (45 autobus et d'une soixantaine d'employés) pour se recentrer sur son activité principale. En 2001, parallèlement à la fusion des municipalités d'Ascot, Bromptonville (en partie), Deauville, Fleurimont, Lennoxville, Rock Forest, Saint-Élie-d'Orford, Stoke (en partie) et de Sherbrooke, la CMTS devient la Société de transport de Sherbrookke (STS), avec un nouveau périmètre, et une modification du Conseil d'administration. En septembre 2003 (6,1 M de passagers annuels), le réseau évolue pour desservir la population des secteurs de Brompton et de Deauville et relier les deux campus de l'Université de Sherbrooke, avec l'inauguration d'une station terminus au Cégep de Sherbrooke en 2009.

## La transformation de l'entreprise de transport en opérateur de la mobilité durable

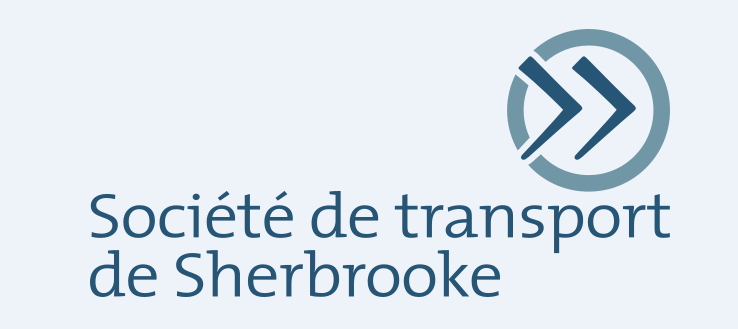
Logo de la STS

Le premier Plan stratégique de développement est adopté en 2004, pour la période 2004 – 2013, afin de renforcer la place du transport en commun de manière à en accroître l’achalandage et à maintenir la part modale du transport collectif, et qui sera ensuite suivi d'un nouveau réseau en 2006. C'est alors qu'est instauré la gratuité de l'ensemble du réseau à l'ensemble des étudiants, pour la première fois en Amérique du Nord et la fréquentation augmente de 8.7 % l'année suivante, puis de 7,7 M de voyages en 2007. Le parc de véhicules atteint 77 autobus en 2006.
L’adoption du Plan stratégique 2009 – 2019 marque le développement de partenariat avec les employeurs et les campus et les priorités données à l'amélioration de l’intermodalité, de la qualité du service et de l’information voyageurs. Le garage de la STS est agrandi. En 2012, un Centre de mobilité durable de Sherbrooke est créé avec trente partenaires pour élaborer un Plan de mobilité durable, et l'entreprise développe l’information-voyageur en temps réel et la billettique numérique, avec la carte La vermeilleuse[source insuffisante]. Cependant, la STS enregistre au cours des dernières années une décroissance lente et progressive de sa fréquentation[source insuffisante].

## Une entreprise de transports financée pour moitié par la ville
En 2019, la STS exploite 18 lignes d'autobus urbains et 13 lignes de minibus, avec 1 478 arrêts différents. Elle est fréquentée par 7.5 M de passagers en 2018, soit -1,6% par rapport à 2016.
107 véhicules et 226 employés en 2018
Son budget est 32,3 M§ est financé à 46% par la ville de Sherbrooke et à 32% par les usagers (le solde se composant de subventions gouvernementales et de contribution des automobilistes)

### Historique des dirigeants
| Nom                   | Début de mandat | Fin de mandat |
| --------------------- | --------------- | ------------- |
| Jean-Guy Archambault  | 1979            | 1982          |
| Bernard Tanguay       | 1982            | 1992          |
| Jean Perrault         | 1992            | 1995          |
| Jacques Jubinville    | 1995            | 1998          |
| Sylvie Lapointe       | 1998            | 2001          |
| Jean-François Rouleau | 2001            | ??            |
| Bruno Vachon          | ??              | 2017          |
| Marc Denault          | 2017            | en cours      |

| Nom               | Début de fonction | Fin de fonction |
| ----------------- | ----------------- | --------------- |
| Lucien Bolduc     | 1979              | 1989            |
| Jacques Lacroix   | 1990              | 1995            |
| Huguette Dallaire | 1996              | 2017            |
| Patrick Dobson    | 2017              | en cours        |

### Évolution de la billetterie
| Année     | Coût comptant d'un trajet simple, |
| --------- | --------------------------------- |
| 1897      | 0,05 $                            |
| 1921      | 0,08 $                            |
| 1956      | 0,15 $                            |
| 1980      | 0,50 $                            |
| 1981-1983 | 0,60 $                            |
| 1984-1985 | 0,85 $                            |
| 1986      | 0,95 $                            |
| 1987      | 1,00 $                            |
| 1988      | 1,10 $                            |
| 1989-1990 | 1,25 $                            |
| 1991      | 1,40 $                            |
| 1992      | 1,50 $                            |
| 1993      | 1,60 $                            |
| 1994      | 1,65 $                            |
| 1995-1996 | 1,75 $                            |
| 1997-2000 | 2,00 $                            |
| 2001      | 2,25 $                            |
| 2002-2003 | 2,50 $                            |
| 2004-2004 | 2,75 $                            |
| 2006      | 2,85 $                            |
| 2007      | 3,00 $                            |
| 2008-2011 | 3,10 $                            |
| 2012-2016 | 3,25 $                            |
| 2017      | 3,30 $                            |
| 2022      | 3,50 $                            |